# Ольборг (футбольний клуб)
О́льборг БК (дан. Aalborg Boldspilklub) — професіональний данський футбольний клуб з міста Ольборга. Один з найстарших клубів країни. Тричі переможці чемпіонату Данії (1994—95, 1998—99, 2007—08) і двічі Кубка (1966, 1970). Єдина данська команда, яка вибила італійський клуб з європейського турніру: у першому раунді Кубка УЄФА 2007–2008 «Ольборг» здолав «Сампдорію». «Ольборг» — володар Кубка Інтертото 2007 року.

## Історія
Клуб був заснований 1885 року. В 1928–1947 роках виступав у найвищій лізі Данії, в 1950-ті — 1980-ті роки чотири рази виходив у найвищу лігу і тричі вибував з неї.
Завоювавши титул чемпіона у 1995 році, «Ольборг» вийшов до Ліги чемпіонів. У кваліфікаційному раунді київське «Динамо» розгромило данців 4:1 за сумою двох матчів, але внаслідок скандалу, пов'язаного з підкупом суддів українцями, «Ольборг» пройшов до групового етапу, де посів останнє місце в групі А. Вдруге до групового етапу найпрестижнішого євротрофею клуб вийшов у сезоні 2008/09 і посів третє місце в групі E.
23 жовтня 2014 року в третьому турі Ліги Європи команда обіграла київське «Динамо» з рахунком 3:0.

## Досягнення
- Чемпіонат Данії
  - Чемпіон (4): 1994-95, 1998-99, 2007-08, 2013-14
  - Бронзовий призер (3): 1936, 1969, 2006-07

- Кубок Данії
  - Володар (3): 1966, 1970, 2014
  - Фіналіст (10): 1967, 1987, 1991, 1993, 1999, 2000, 2004, 2009, 2020, 2023

## Виступи в єврокубках
Станом на 26 лютого 2015
| Сезон     | Змагання               | Раунд       | Клуб              | Вдома       | На виїзді   | В сукупності |  |
| --------- | ---------------------- | ----------- | ----------------- | ----------- | ----------- | ------------ |  |
| 1966–67   | Кубок володарів кубків | 1Р          | Евертон           | 0–0         | 1–2         | 1–2          |  |
| 1970–71   | Кубок володарів кубків | 1Р          | Гурник Забже      | 0–1         | 1–8         | 1–9          |  |
| 1987–88   | Кубок володарів кубків | 1Р          | Хайдук Спліт      | 1–0         | 0–1(дод.ч.) | 1–1(2–4 п)   |  |
| 1993–94   | Кубок УЄФА             | 1Р          | Депортіво         | 1–0         | 0–5         | 1–5          |  |
| 1995–96   | Ліга чемпіонів         | КР          | Динамо Київ       | 1–3         | 0–1         | 1–41         |  |
| 1995–96   | Ліга чемпіонів         | Група A     | Панатінаїкос      | 2–1         | 0–2         | 4-те         |  |
| 1995–96   | Ліга чемпіонів         | Група A     | Нант              | 0–2         | 1–3         | 4-те         |  |
| 1995–96   | Ліга чемпіонів         | Група A     | Порту             | 2–2         | 0–2         | 4-те         |  |
| 1996      | Кубок Інтертото        | Група 1     | Стандард Льєж     | Н/Д         | 0–1         | 2-е          |  |
| 1996      | Кубок Інтертото        | Група 1     | Штутгарт          | Н/Д         | 1–0         | 2-е          |  |
| 1996      | Кубок Інтертото        | Група 1     | Хапоель Хайфа     | 5–4         | Н/Д         | 2-е          |  |
| 1996      | Кубок Інтертото        | Група 1     | Кліфтонвілль      | 4–0         | Н/Д         | 2-е          |  |
| 1997      | Кубок Інтертото        | Група 1     | Дуйсбург          | Н/Д         | 0–2         | 3-тє         |  |
| 1997      | Кубок Інтертото        | Група 1     | Динамо-93         | 2–1         | Н/Д         | 3-тє         |  |
| 1997      | Кубок Інтертото        | Група 1     | Геренвен          | Н/Д         | 2–8         | 3-тє         |  |
| 1997      | Кубок Інтертото        | Група 1     | Полонія Варшава   | 2–0         | Н/Д         | 3-тє         |  |
| 1999–2000 | Ліга чемпіонів         | 3К          | Динамо Київ       | 1–2         | 2–2         | 3–4          |  |
| 1999–2000 | Кубок УЄФА             | 1Р          | Удінезе           | 1–2         | 0–1         | 1–3          |  |
| 2000      | Кубок Інтертото        | 2Р          | Дінабург          | 1–0         | 0–0         | 1–0          |  |
| 2000      | Кубок Інтертото        | 3Р          | Удінезе           | 0–2         | 2–1         | 2–3          |  |
| 2004–05   | Кубок УЄФА             | 2К          | Жальгіріс         | 0–0         | 3–1         | 3–1          |  |
| 2004–05   | Кубок УЄФА             | 1Р          | Осер              | 1–1         | 0–2         | 1–3          |  |
| 2007      | Кубок Інтертото        | 2Р          | Гонка             | 1–1         | 2–2         | 3–3(г)       |  |
| 2007      | Кубок Інтертото        | 3Р          | Гент              | 2–1         | 1–1         | 3–2          |  |
| 2007–08   | Кубок УЄФА             | 2К          | ГІК               | 3–0         | 1–2         | 4–2          |  |
| 2007–08   | Кубок УЄФА             | 1Р          | Сампдорія         | 0–0         | 2–2         | 2–2(г)       |  |
| 2007–08   | Кубок УЄФА             | Група G     | Хетафе            | 1–2         | Н/Д         | 4-те         |  |
| 2007–08   | Кубок УЄФА             | Група G     | Тоттенгем         | Н/Д         | 2–3         | 4-те         |  |
| 2007–08   | Кубок УЄФА             | Група G     | Андерлехт         | 1–1         | Н/Д         | 4-те         |  |
| 2007–08   | Кубок УЄФА             | Група G     | Хапоель Тель-Авів | Н/Д         | 3–1         | 4-те         |  |
| 2008–09   | Ліга чемпіонів         | 2К          | Модрича           | 5–0         | 2–1         | 7–1          |  |
| 2008–09   | Ліга чемпіонів         | 3К          | Каунас            | 2–0         | 2–0         | 4–0          |  |
| 2008–09   | Ліга чемпіонів         | Група E     | Манчестер Юнайтед | 0–3         | 2–2         | 3-тє         |  |
| 2008–09   | Ліга чемпіонів         | Група E     | Вільярреал        | 2–2         | 3–6         | 3-тє         |  |
| 2008–09   | Ліга чемпіонів         | Група E     | Селтік            | 2–1         | 0–0         | 3-тє         |  |
| 2008–09   | Кубок УЄФА             | 1/16 фіналу | Депортіво         | 3–0         | 3–1         | 6–1          |  |
| 2008–09   | Кубок УЄФА             | 1/8 фіналу  | Манчестер Сіті    | 2–0(дод.ч.) | 0–2         | 2–2(3–4 п)   |  |
| 2009–10   | Ліга Європи            | 2К          | Славія Сараєво    | 0–0         | 1–3         | 1–3          |  |
| 2013–14   | Ліга Європи            | 2К          | Діла              | 0–0         | 0–3         | 0–3          |  |
| 2014–15   | Ліга чемпіонів         | 3К          | Динамо Загреб     | 0–1         | 2–0         | 2–1          |  |
| 2014–15   | Ліга чемпіонів         | ПО          | АПОЕЛ             | 1–1         | 0–4         | 1–5          |  |
| 2014–15   | Ліга Європи            | Група J     | Динамо Київ       | 3–0         | 0–2         | 2-е          |  |
| 2014–15   | Ліга Європи            | Група J     | Стяуа             | 1–0         | 0–6         | 2-е          |  |
| 2014–15   | Ліга Європи            | Група J     | Ріу Аве           | 1–0         | 0–2         | 2-е          |  |
| 2014–15   | Ліга Європи            | 1/16 фіналу | Брюгге            | 1–3         | 0–3         | 1–6          |  |

Примітки
- Примітка 1: Київське Динамо виграло матч проти Ольборгу, проте, в своєму першому матчі в групі проти Панатінаїкоса, їх було звинувачено в спробі підкупу судді Антоніо Ньєто задля перемоги. Незважаючи на апеляцію, клуб було відсторонено від змагань на два роки. Ольборг зайняв їх місце в групі. А відсторонення Динамо, зрештою, було зменшено до одного, поточного, сезону.

## Відомі гравці
- Єспер Гронк'яер (1995–1998)
- Столе Сольбаккен (1998–2000)
- Андрес Опер (1999–2003)
- Сіябонґа Номвете (2006–2009)